# Ermilo Abreu Gómez
Ermilo Abreu Gómez (Mérida, 18 september 1894 - Mexico-Stad, 14 juli 1971) was een Mexicaans schrijver.
Abreu was afkomstig uit Yucatán. Hij was lid van de Mexicaanse Taalacademie vanaf 1963. Als zijn bekendste werk geldt Canek, over de opstand van de Maya-rebel Jacinto Canek in de 18e eeuw.

## Werken (selectie)
Zijn werken strekken zich uit over een grote periode:
- La Xtabay (1919)
- El Corcovado (1924)
- Clásicos. Románticos. Modernos (1934)
- Canek (1940)
- Héroes Mayas (1942)
- Un Loro y tres Golondrinas (1946)
- Quetzalcóatl, sueño y vigilia (1947)
- Naufragio de indios (1951)
- La conjura de Xinúm (1958)
- Cuentos para contar al fuego (1959)
- Sor Juana Inés de la Cruz, bibliografía y biblioteca (1934)
- Diálogo del buen decir (1961)

- Biblioteca Nacional de España: XX1111718
- Bibliothèque nationale de France: cb12407904p (data)
- Catàleg d'autoritats de noms i títols de Catalunya: 981058507479906706
- CiNii: DA07087492
- Gemeinsame Normdatei: 116004681
- International Standard Name Identifier: 0000 0001 1020 9279
- Library of Congress Control Number: n80021764
- Bibliotheek van het Japanse parlement: 00461998
- Nationale Bibliotheek van Tsjechië: jn19990000014
- Nationale Bibliotheek van Israël: 987007279988205171
- Nederlandse Thesaurus van Auteursnamen: 068561113
- Istituto Centrale per il Catalogo Unico: CFIV075241
- LIBRIS: 31363
- SNAC: w6f77b4v
- Système universitaire de documentation: 033187169
- Virtual International Authority File: 90155444
- WorldCat: E39PBJxcVDG6hXBX4tVq9mVcT3